# Chester Beatty papyri

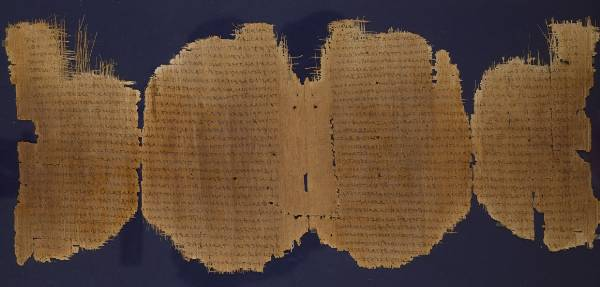
P. Chester Beatty I, (Papyrus) folio 13-14, bevat een deel van het Evangelie volgens Lucas

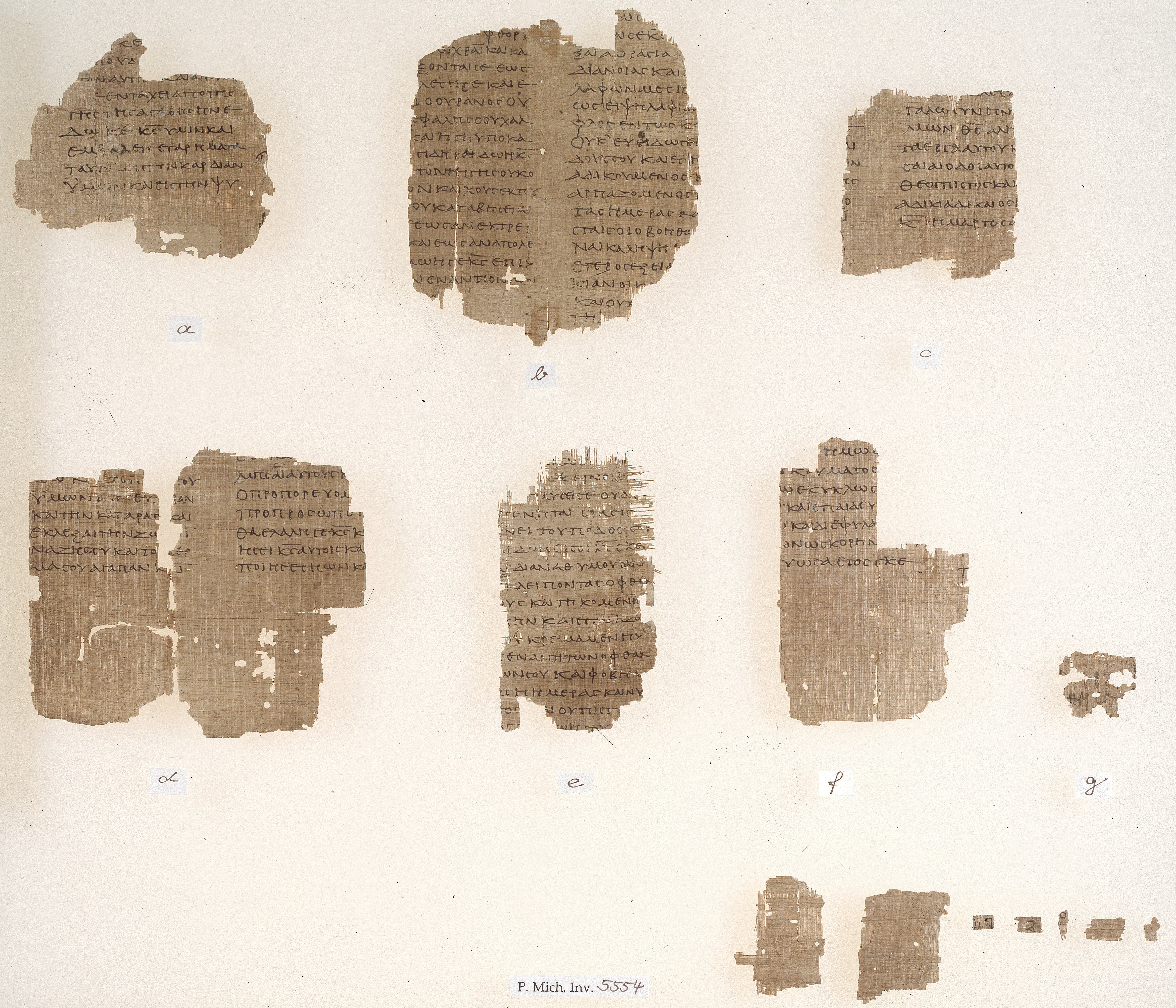
Fragmenten van P. Chester Beatty VI met gedeelten uit Deuteronomium

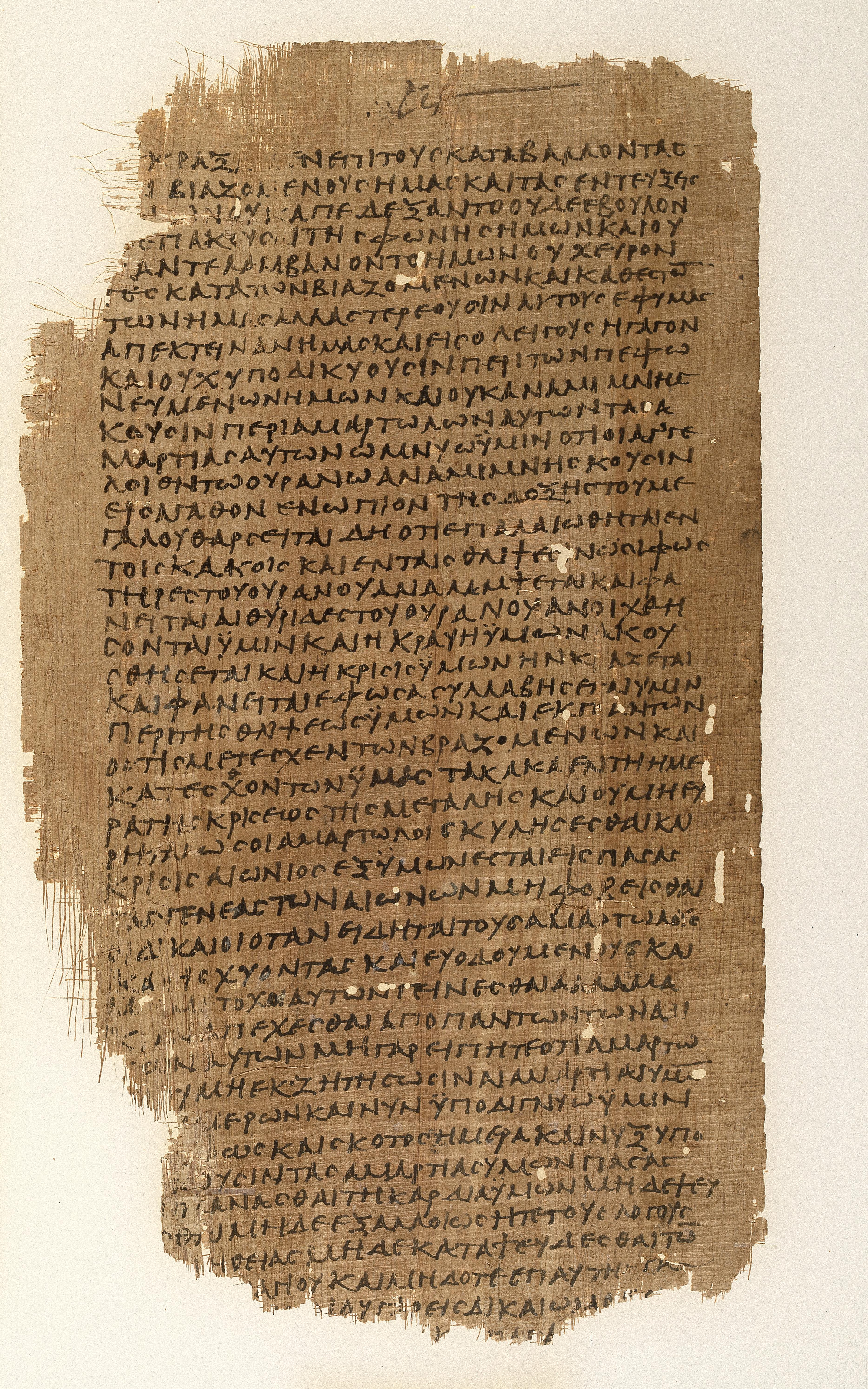
P. Chester Beatty XII, folio 3, verso, Universiteit van Michigan

Met de Chester Beatty Bijbelse Papyri of kortweg de Chester Beatty Papyri wordt een groep oude Bijbelse handschriften aangeduid die op papyrus geschreven zijn. De handschriften zijn door christenen in het Grieks geschreven.
De groep bestaat uit elf handschriften, zeven bestaan uit gedeelten van boeken van het Oude Testament en drie van het Nieuwe Testament (papyrus 45, 46 en 47). Eén bestaat uit delen van het Eerste boek van Henoch en delen van een ons verder onbekende preek. De meeste dateren uit de derde eeuw. Een deel wordt bewaard in de Chester Beatty Library in Dublin, Ierland, een deel bij de University of Michigan en nog andere locaties.

## Herkomst
De papyri waren aanvankelijk in handen van illegale antiekhandelaren. Daardoor zijn de omstandigheden van de vondst onduidelijk. Ze zouden in kruiken begraven zijn geweest op een Koptische begraafplaats, bij de ruïnes van de oude stad Aphroditopolis. Een andere theorie zegt dat de verzameling misschien bij Affayyum gevonden is. Ook worden wel christelijke kerken of kloosters geopperd.
Alfred Chester Beatty, naar wie de handschriften zijn genoemd, heeft het grootste deel van een handelaar gekocht, maar sommige bladen en fragmenten zijn gekocht door de University of Michigan en enkele andere verzamelaars en instellingen.
Op 19 november 1931 werd de vondst bekendgemaakt, maar er werden in de tien jaar daarna nog meer bladen verkregen. In acht delen, die verschenen tussen 1933 en 1958 gaf Frederic G. Kenyon de handschriften uit: The Chester Beatty Biblical Papyri: Descriptions and Texts of Twelve Manuscripts on Papyrus of the Greek Bible. De papyri worden meestal gecatalogiseerd als Chester Beatty papyrus gevolgd door het bijbehorende Romeinse cijfer tussen I en XII, elk handschrift heeft een eigen nummer.
Het begrip Chester Beatty Papyri wordt ook wel gebruikt om te verwijzen naar de volledige verzameling handschriften die Alfred Chester Beatty in zijn hele leven verzameld heeft, en waar dan ook niet-Bijbelse papyri bij horen, zoals de Chester Beatty Medical Papyrus (medisch document uit 1200 v.Chr., het Oude Egypte).

## Aard van de verzameling.
Al deze handschriften hebben de codexvorm. Hier waren de geleerden verbaasd over, omdat men de indruk had gekregen, dat de papyrus-codex door christenen pas vanaf de vierde eeuw veel gebruikt werd. De meeste gevonden handschriften dateerden uit de derde eeuw, soms zelfs uit de tweede eeuw. De handschriften waren ook nuttig voor het begrip hoe een codex in elkaar zit. Dat verschilt van handschrift tot handschrift. De grootte van de bladzijde varieert van 14 bij 24 cm (P. III) tot 18 bij 33 cm (P. VI). Sommige handschriften bestaan uit een bundeling (katern) van papyrusbladen (Pap. II, VII, IX + X), terwijl anderen gemaakt zijn van een enkel tot vijf of zeven. De grootste codex (P. IX/X) heeft ongeveer 236 bladzijden gehad.
De handschriften maken gebruik van de afkorting van de nomina sacra. Een opvallend voorbeeld is in P. VI dat gedeelten uit het Oude Testament bevat. De naam Jozua, die erg op Jezus lijkt, werd ook afgekort als heilige naam.
Omdat op twee na (P. XI, XII) alle handschriften van voor de vierde eeuw dateren, zijn ze belangrijk bewijsmateriaal voor de Tekstkritiek van de Bijbel zoals die in Egypte voorkwam voor de vervolgingen van Diocletianus, die veel boeken liet vernietigen. Deze papyri zijn meer dan een eeuw ouder dan de Codex Vaticanus en de Codex Sinaiticus.
Sommige van de geleerden die deze papyri het eerst bestudeerden, meenden dat we hier en vooral in papyrus 45 te maken hadden met de ‘’Caesareaanse tekst. Het teksttype wordt in het algemeen echter beschouwd als eclectisch, gemengd, niet gestandaardiseerd.
De handschriften leerden ons allerlei nieuwe tekstvarianten kennen. De handschriften van het Oude Testament zijn namelijk ouder dan de recensies van Lucianus en Origenes. De handschriften van het Nieuwe Testament zijn de oudste die we kennen van de brieven.

## Handschriften van het Oude Testament
Oorspronkelijk meende men dat er acht handschriften met gedeelten van het Oude Testament in de Chester Beatty collectie zaten. Twee handschriften bleken echter afkomstig van dezelfde codex. Alle zeven handschriften bevatten tekst van de Septuagint.
- P. IV en V – Deze twee handschriften bevatten de; tekst van Genesis; het ene dateert van het eind van de derde eeuw, het andere van het begin van de vierde. Deze handschriften zijn van belang, omdat de op een na oudste Griekse handschriften van Genesis, de Codex Vaticanus en de Codex Sinaiticus, nogal wat gedeelten van Genesis missen.
- P. VI – Dit is een handschrift van Numeri en Deuteronomium, dat bestaat uit ongeveer 50 gedeeltelijke bladen van de oorspronkelijke 108. Van vele zijn maar kleine fragmenten bewaard gebleven Het handschrift dateert van de eerste helft van de tweede eeuw. Het zijn de oudste handschriften van deze verzameling, maar er zijn nog oudere, zij het minder uitgebreide papyrushandschriften van deze Bijbelboeken. (Papyrus Fouad 266 en Papyrus Rylands 458).
- P. VII – Dit handschrift bevat de helaas zwaar beschadigde tekst van het boek Jesaja met Koptische aantekeningen in de marge, het dateert uit de derde eeuw.
- P. VIII – Dit zijn twee fragmenten van het boek Jeremia uit ongeveer 200.
- P. IX/X – Dit handschrift bevat tekst van de boeken Ezechiël, Daniël, en Esther. Van de oorspronkelijke 118 bladen zijn er nog 50 over. 29 bladen (8 Ezechiël, 8 Esther en 13 Daniël bevinden zich in de Chester Beatty Library, nog eens 21 bladen met tekst van Ezechiël bevinden zich in de Princeton University Library. Al deze handschriften zijn de uitvoerigste oude voorbeelden van deze Bijbelboeken. De codex wordt gedateerd in de derde eeuw. De onderzijde van alle bladzijden ontbreekt. Ezechiël is door een andere hand geschreven dan Daniël en Esther. Van Daniël werd pas later vastgesteld dat het tot deze zelfde Codex behoorde. In Daniël komen de hoofdstukken 7 en 8 vóór hoofdstuk 5 en 6. Gedeelten van hoofdstuk 4 en 5 ontbreken.
- P. XI – Twee fragmenten van bladen van het boek Prediker dateren uit de vierde eeuw.

## Handschriften van het Nieuwe Testament

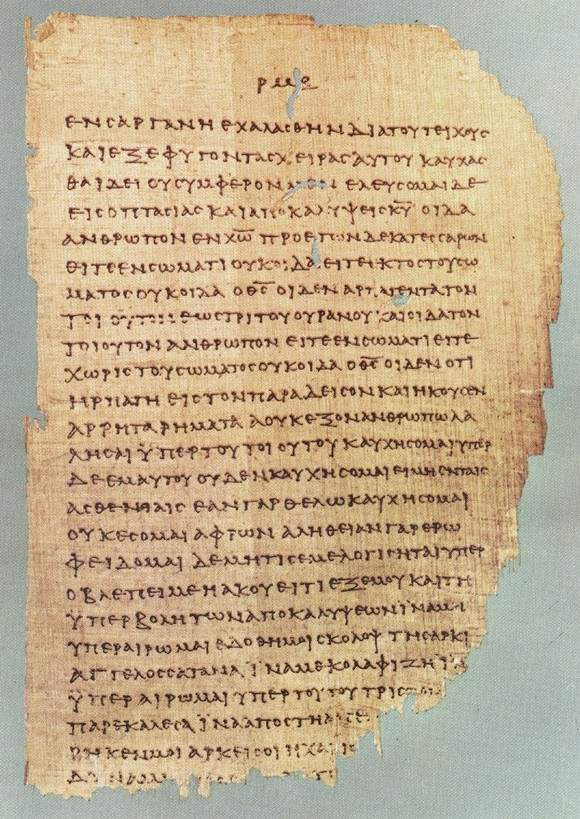
Een blad van Papyrus 46 met de tekst van 2 Korintiërs 11:33-12:9

Onder de Chester Beatty Papyri bevinden zich drie handschriften van het Nieuwe Testament. Het eerste, P. I; Papyrus 45 (volgens de nummering van Gregory-Aland) was oorspronkelijk een codex van 110 bladen met de tekst van de vier canonieke evangeliën en Handelingen. Er zijn nog 30 beschadigde bladen over, met twee kleine bladen van het Matteüs 20-21 en 25-26, gedeelten van het Marcus 4-9 en 11-12, delen van het Lucas 6-7, 9-14, delen van het Johannes 4-5, 10-11, en een deel van Handelingen 4-17. De Evangeliën staan in de westerse volgorde, Matteüs, Johannes, Lucas, Marcus, Handelingen. Op grond van het schrifttype wordt dit handschrift gedateerd in de 3e eeuw.
Papyrus 46 is het tweede Nieuw Testamentische manuscript van de Chester Beatty verzameling (P. II). Het was een codex met de tekst van de brieven van Paulus en dateert van rond het jaar 200 AD. Er zij nog ongeveer 85 van de 104 Bladen over met de tekst van Romeinen 5,6; 8-15, geheel Hebreeën, Efeziërs Galaten; Filippenzen; Kolossenzen; vrijwel geheel 1 en 2 Korintiërs en 1 Tessalonicenzen 1-2, 5. De bladen zijn er gedeeltelijk slecht aan toe, waardoor de onderkant nogal eens onleesbaar is.
Een deel van het handschrift bevindt zich in de Chester Beatty Library te Dublin Het andere gedeelte in de hoede van de University of Michigan. Deskundigen geloven niet dat de Pastorale brieven oorspronkelijk deel uitmaakten van de codex, uitgaande van de ruimte die er op de missende bladen vereist was, concludeert men dat 2 Tessalonicenzen het boek besloot.
Opmerkelijk is dat Hebreeën deel uitmaakte van de codex; de canoniciteit en het auteurschap van Paulus waren omstreden. De plaatsing ervan na Romeinen is uniek, evenals de plaats van Galaten na Efeziërs.
P. III is het laatste Nieuw Testamentische handschrift, papyrus 47, het bevat 10 bladen met de tekst van Openbaring hoofdstuk 9-17. Dit handschrift dateert uit de 3e eeuw; Kenyon beschrijft het handschrift als grof.

## Apocrief manuscript
Het laatste handschrift van de Chester Beatty Papyri, XII, bevat hoofdstuk 97-107 van het Boek Henoch en gedeelten van een onbekende christelijke preek, toegeschreven aan Melito van Sardis. Het handschrift wordt gedateerd in de 4e eeuw. Het boek Henoch wordt de brief van Henoch genoemd in het manuscript. Hoofdstuk 105 en 108 ontbreken, geleerden denken dat dat latere toevoegingen zijn. XII is de enige Griekse getuige van sommige gedeelten van Henoch.
Van de preek was XII destijds de enige kopie die we hadden van de tekst. Twee andere handschriften met de tekst zijn inmiddels ontdekt: P. Bodmer XIII en P. Oxy. 1600.
Het handschrift bevat ook de enige tekst die we hebben van het apocriefe boek Ezechiël. Data geciteerd wordt door Clemens van Alexandrië (Paedagogus I. ix. 84.2–4).
Het handschrift is grof, waarschijnlijk een schriftgeleerde die niet vaardig was in het Grieks.
Campbell Bonner van de University of Michigan publiceerde het manuscript in s 1937 The Last Chapters of Enoch in Greek en 1940 The Homily on the Passion by Metito Bishop of Sardis. 